# Sam Palatnik
Semon (Sam) Alexandrovitx Palatnik (en rus: Семён Александрович Палатник, en ucraïnès: Олександрович Палатнік), nascut a Odessa el 26 de març de 1950), és un jugador d'escacs jueu ucraïnès-estatunidenc. Obtingué el títol de Mestre Internacional el 1977, i el de Gran Mestre el 1978. El 2009 la FIDE li va atorgar el títol de FIDE Senior Trainer, el màxim títol d'entrenador internacional.
Tot i que roman inactiu des de setembre de 2012, a la llista d'Elo de la FIDE d'octubre de 2014, hi tenia un Elo de 2455 punts, cosa que en feia el jugador número 90 dels Estats Units. El seu màxim Elo (en els darrers 20 anys) va ser de 2500 punts, a la llista de gener de 1998 (posició 431 al rànquing mundial).

## Resultats destacats en competició
En Palatnik va guanyar quatre medalles d'or, per equips i individuals, al 20è Campionat del món d'estudiants per equips, a Teesside 1974, i al 21è Campionat del món d'estudiants per equips a Caracas 1976.
Alguns dels seus èxits en torneigs incoluen un 2n lloc a Kiev 1978, 3r a Hradec Kralove 1981, 2n a Trnava 1987, 1r a Hradec Kralove 1988 i primer a Calicut 1988. El 1991 empatà al primer lloc amb altres tres jugadors al World Open de Filadèlfia amb 7½/9 punts; el campió al desempat fou Gata Kamsky).
Actualment resideix a Tennessee, EUA i juga representant la Federació d'Escacs dels Estats Units.